# Гласија-Лаболас
У демонологији, Гласија-Лаболас је моћан председник Пакла који командује тридесет и шест легија демона. Учи свим уметностима и наукама, говори о свему што се десило и што ће се десити и заповедник је убистава и крвопролића. Он изазива љубав између пријатеља и мржњу према непријатељима по жељи и може учинити човека невидљивим. 
Замишљен је као пас са крилима грифона . 
Остала имена: Каакринолаас, Каасимолар, Класијалаболас, Гласија-Лаболис, Гласија Лаболас. 